# Guy de Sauvage
Guy de Sauvage (Bruxelles, 23 septembre 1921 - Le Lude, 3 août 2007) est un artiste peintre, céramiste et photographe belge.

## Biographie
Tout petit, il se passionne pour le dessin, un art qu’il maîtrisera de très bonne heure, servi par un sens de l’observation particulièrement développé pour son jeune âge[Interprétation personnelle ?]. Ses parents le voient ambassadeur ou évêque. Il décide qu’il sera peintre.
Il passe son adolescence dans le milieu traditionnel de la bonne société de l’Entre-deux-guerres, dessine et peint les paysages à l’école des maîtres : Poussin, Le Lorrain, Fragonard... La peinture est aussi un refuge pour le jeune homme, isolé malgré lui par une santé médiocre dont il souffrira toute sa vie : il est pulmonaire. Après la guerre, il fait la connaissance d’Imma Schmutzer, sculpteur, qu’il épousera en 1949 et qui lui donnera quatre fils.
Guy de Sauvage délaisse les pinceaux au profit de la céramique d’art. Avec son ami Antoine de Vinck, il construit un four à bois sur le modèle d’un four traditionnel japonais, chose peu courante à l’époque en Europe, et se lance dans la création de poteries, mais surtout de sculptures et de bas-reliefs émaillés. Il connait un réel succès en tant que céramiste, avec plusieurs expositions, dont une au Palais des Beaux-Arts de Bruxelles en 1954, ainsi que de nombreuses commandes.
Néanmoins, l’homme est resté peintre dans l’âme. Il enfourne ses dernières céramiques en 1967. Entre-temps, sur le conseil de Victor Vasarely, il est retourné à la peinture, tenté par l’aventure de l’abstraction. Le pari est osé et la critique qui encensait volontiers le céramiste, hésite dans un premier temps à suivre le peintre, abstrait qui plus est. Finalement, au fil des salons et expositions, il réussit à imposer son œuvre. En 1956, il remporte le prix Hélène Jacquet qu’il partage avec Serge Vandercam. Autre œuvre remarquée, la composition exécutée pour le pavillon du Congo Belge, lors de l’Expo 58, qui lui vaut le brevet d’honneur.
Maîtrisant toutes les techniques : huile, gouache, encre, aquarelle, lavis, etc. le paysagiste glisse vers le dépouillement et la dématérialisation. Une démarche qui se traduit aussi par une rupture : il quitte la Belgique au début des années 1960 pour s’installer à Paris, capitale de l’art contemporain à l’époque.
Vient Mai 68 et l’utilisation à grande échelle de la sérigraphie avec laquelle on imprime clandestinement des affiches révolutionnaires. Fasciné par le mouvement d’une jeunesse qui veut s’affranchir d’une société peu libérale, il adopte les nouveaux concepts dans le vent :  « la fin de l’œuvre unique réservée aux seuls privilégiés » et se lance dans ce que l’on appellerait aujourd’hui le « low cost » appliqué à l’art. Il use désormais de couleurs vives voire fluorescentes et de matériaux nouveaux : plexiglas, Rhodoïd, papier kraft, etc.
C’est à cette époque que Guy de Sauvage revient progressivement à la figuration. Par le biais d’abord de la photographie, en incorporant des paysages au trait dominés par des cieux d’apocalypse, dans des sérigraphies encore abstraites.
En 1972, il emmène sa famille en Dordogne, mais garde un pied-à-terre à Paris. Il gaspille pas mal d’énergie en trajets entre son atelier des villes et son atelier des champs, d’autant qu’il se lance, avec son épouse, dans un projet qui se révèlera désastreux : ouvrir une galerie d’art dans l’aimable ville de Périgueux.
Un nouveau déménagement, pour La Rochelle, en 1976, lui permettra de se recentrer sur la création. La mer, toute proche, devient pour lui une nouvelle source d’inspiration. Il en sort des grands montages photographiques rehaussés de couleurs, parfois munis de systèmes électriques destinés à recréer les signaux nocturnes des phares et balises.
L’exode familial se poursuit vers le Sud de la France, à Saint-Marsal, dans les Pyrénées-Orientales. Une nature sauvage s’offre à l’artiste. C’en est fini de la photographie. Guy de Sauvage reprend le crayon et croque les montagnes enneigées, comme les cerisiers en fleurs. Au crayon de couleur, d’abord, puis au pastel et enfin à l’huile.
À partir de 1987, il fait de nombreux séjours à Toulouse (où il était passé durant l'exode de 1939), auprès de sa biographe et amie, Marie Volta, rencontrée à Saint-Marsal en 1983. Sur place, les bois inspirent plusieurs de ses œuvres à l'huile.
En 1993, Guy de Sauvage retourne à Paris, dans le sillage de son amie. Il élit finalement domicile à La Flèche (Sarthe) en 1996 où il poursuit son œuvre de paysagiste, peignant d’après ses études rapportées des Pyrénées, jusqu’à ce que l’âge et la fatigue mettent, petit à petit, un terme à sa possibilité de créer.
Il est mort le 3 août 2007, dans sa 86e année.

## Collections
Ses œuvres se trouvent dans les collections suivantes :
- Musées royaux d’art et d’histoire à Bruxelles
- Musée de l’art wallon à Liège
- Musée d’Ixelles
- Bibliothèque nationale à Paris
- Collections privées